# Marko Vujin
Marko Vujin (Bačka Palanka, 7. prosinca 1984.) je srbijanski rukometni reprezentativac. Član je Veszpréma. Igra na poziciji lijevog i desnog beka. Karijeru je započeo u RK Sintelonu u Bačkoj Palanki.

## Vanjske poveznice
- Profil na mrežnoj stranici EHF-a